# Colón (Uruguay)
Colón es una localidad uruguaya del departamento de Lavalleja. 

## Ubicación
La localidad se encuentra situada en la zona este del departamento de Lavalleja, sobre las costas del arroyo Laureles entre la cuchilla del Águila y el río Cebollatí, y 4 km al este de la ruta 8, a la altura del km 202.

## Historia
La fundación se le atribuye a Eustaquio Amilivia en cuyos campos fue creado el poblado en 1916. El 15 de octubre de 1963 por ley 13 167 fue elevado a la categoría de pueblo.
Desde hace varias décadas al pueblo se lo relaciona con el petróleo. En 1964, el ingeniero Andrés Rozlosnik de YPF indicó en su recorrida por la zona que existían indicios interesantes y que eran necesarios estudios exhaustivos. Por otro lado en esos años el químico francés Pierre Beraud contratado por Ancap llegó a la conclusión de la existencia en la zona de napas petrolíferas.
Más recientemente durante la presidencia de Luis Alberto Lacalle (1990-1995) el diputado nacionalista por Lavalleja Gonzalo Piana realizó planteamientos ante el Parlamento acerca de la existencia de yacimientos de petróleo en Colón, sin embargo dichos planteamientos no tuvieron respuesta.

## Población
Según el censo de 2011, la localidad contaba con una población de 180 habitantes.
| 387           | 368 | 264 | 223 | 220 | 180 |
| (Fuente: INE) |     |     |     |     |     |